# Brandon Vera
Brandon Michael Vera (Norfolk, 10 de outubro de 1977) é um atleta norte-americano de MMA, atualmente luta no ONE Fighting Championship, sendo o primeiro e atual campeão peso-pesado. Já lutou nas categorias dos meio-pesados e dos peso-pesados pelo (UFC) e lutou com grandes nomes do MMA como Jon Jones, Frank Mir, Tim Sylvia, Randy Couture, Fabrício Werdum, Mauricio Shogun e Keith Jardine.

## Carreira no MMA
Brandon Vera fez a sua estreia profissional no MMA em 6 de julho de 2002 no evento EEFC 11 – Excalibur Fighting 11. Vera venceu Adam Rivera por nocaute técnico no primeiro round.

## UFC
Logo após Brandon Vera ganhar o cinturão dos WEC (World Extreme Cagefighting) pelos peso-pesados, ele entrou para o UFC tendo sua estreia em 3 de outubro de 2005 no Ultimate Fight Night 2 (UFN 2) contra o brasileiro Fabiano "Pega-Leve" Scherner, Vera venceu por nocaute técnico.
Sua próxima luta no UFC foi contra Justin Eilers no evento UFC 57, Brandon Vera obteve um nocaute Impressionante com 1 minuto e 25 segundos do primeiro round, Eilers foi nocauteado com um chute alto na cabeça, seguida de uma joelhada.
Brandon Vera também teve uma grande vitória no UFC 65 contra Frank Mir o ex-campeão dos peso-pesados, Vera precisou apenas de 69 segundos para ganhar de Mir com algumas joelhadas e socos forçando o juiz a parar a luta.
No UFC 77, enfrentou Tim Sylvia aos 4:40 do primeiro round, Brandon Vera quebrou sua mão esquerda, tendo sua primeira derrota no MMA por decisão unânime para Tim Sylvia.
Vera teve sua segunda derrota para o brasileiro Fabrício Werdum, por nocaute técnico. Vera, após o juiz Dan Miragliotta ter parado a luta, bem bravo disse que estava bem e o resultado da luta foi bem controverso.

## Cartel no MMA
| Cartel no MMA   |             |            |
| 22 lutas        | 14 vitórias | 7 derrotas |
| Por nocaute     | 9           | 4          |
| Por finalização | 1           | 0          |
| Por decisão     | 4           | 3          |
| No contest      | 1           | 1          |

| Res.    | Cartel   | Oponente            | Método                                    | Evento                              | Data       | Round | Tempo | Local                   | Notas                                                          |
| ------- | -------- | ------------------- | ----------------------------------------- | ----------------------------------- | ---------- | ----- | ----- | ----------------------- | -------------------------------------------------------------- |
| Vitória | 15–7 (1) | Hideki Sekine       | Nocaute Técnico (socos)                   | ONE Championship: Age of Domination | 02/12/2016 | 1     | 3:11  | Pasay City              | Defendeu o Cinturão Peso Pesado do ONE FC.                     |
| Vitória | 14–7 (1) | Paul Cheng          | Nocaute Técnico (socos e chute na cabeça) | ONE FC Spirit of Champions          | 11/12/2015 | 1     | 0:26  | Manila                  | Ganhou o Cinturão Peso Pesado do ONE FC.                       |
| Vitória | 13-7 (1) | Igor Subora         | Nocaute Técnico (soco e tiros de meta)    | ONE FC: Warrior's Way               | 05/12/2014 | 1     | 3:54  | Pasay City              | Estréia no ONE FC.                                             |
| Derrota | 12-7 (1) | Ben Rothwell        | Nocaute Técnico (socos)                   | UFC 164: Henderson vs. Pettis II    | 31/08/2013 | 3     | 1:54  | Milwaukee, Wisconsin    | Voltou aos Pesados; Ben indicou altos índices de testosterona. |
| Derrota | 12-6 (1) | Maurício Shogun     | Nocaute Técnico (socos)                   | UFC on Fox: Shogun vs. Vera         | 04/08/2012 | 4     | 4:09  | Los Angeles, California |                                                                |
| Vitória | 12-5 (1) | Eliot Marshall      | Decisão (unânime)                         | UFC 137: Penn vs. Diaz              | 29/10/2011 | 3     | 5:00  | Las Vegas, Nevada       |                                                                |
| NC      | 11-5 (1) | Thiago Silva        | Sem Resultado (mudado pelo NSAC)          | UFC 125: Resolution                 | 01/01/2011 | 3     | 5:00  | Las Vegas, Nevada       | Inicialmente, derrota; Silva falsificou o exame de urina.      |
| Derrota | 11-5     | Jon Jones           | Nocaute Técnico (cotoveladas)             | UFC Live: Vera vs. Jones            | 21/03/2010 | 1     | 3:19  | Broomfield, Colorado    | Sofreu um rompimento do maxilar.                               |
| Derrota | 11-4     | Randy Couture       | Decisão (unânime)                         | UFC 105: Couture vs. Vera           | 14/11/2009 | 3     | 5:00  | Manchester              |                                                                |
| Vitória | 11-3     | Krzysztof Soszynski | Decisão (unânime)                         | UFC 102: Couture vs. Nogueira       | 29/08/2009 | 3     | 5:00  | Portland, Oregon        |                                                                |
| Vitória | 10-3     | Mike Patt           | Nocaute Técnico (chutes na perna)         | UFC 96: Jackson vs. Jardine         | 07/03/2009 | 2     | 1:27  | Columbus, Ohio          |                                                                |
| Derrota | 9-3      | Keith Jardine       | Decisão (dividida)                        | UFC 89: Bisping vs. Leben           | 18/10/2008 | 3     | 5:00  | Birmingham              |                                                                |
| Vitória | 9-2      | Reese Andy          | Decisão (unânime)                         | UFC Fight Night: Silva vs. Irvin    | 19/07/2008 | 3     | 5:00  | Las Vegas, Nevada, EUA  | Estréia nos Meio Pesados.                                      |
| Derrota | 8-2      | Fabrício Werdum     | Nocaute Técnico (socos)                   | UFC 85: Bedlam                      | 07/06/2008 | 1     | 4:40  | Londres                 |                                                                |
| Derrota | 8-1      | Tim Sylvia          | Decisão (unânime)                         | UFC 77: Hostile Territory           | 20/10/2007 | 3     | 5:00  | Cincinnati, Ohio        |                                                                |
| Vitória | 8-0      | Frank Mir           | Nocaute Técnico (joelhada e socos)        | UFC 65: Bad Intentions              | 18/11/2006 | 1     | 1:09  | Sacramento, California  |                                                                |
| Vitória | 7-0      | Assuerio Silva      | Finalização (guilhotina)                  | UFC 60: Hughes vs. Gracie           | 27/05/2006 | 1     | 2:39  | Los Angeles, California |                                                                |
| Vitória | 6-0      | Justin Eilers       | Nocaute (chute na cabeça e joelhada)      | UFC 57: Liddell vs. Couture 3       | 04/02/2006 | 1     | 1:25  | Las Vegas, Nevada       |                                                                |
| Vitória | 5-0      | Fabiano Scherner    | Nocaute Técnico (joelhadas)               | UFC Ultimate Fight Night 2          | 03/10/2005 | 2     | 3:22  | Las Vegas, Nevada       | Estréia no UFC.                                                |
| Vitória | 4-0      | Mike Whitehead      | Nocaute Técnico (interrupção médica)      | WEC 13: Heavyweight Explosion       | 22/01/2005 | 2     | 1:12  | Lemoore, California     | Ganhou o Torneio de Pesados do WEC.                            |
| Vitória | 3-0      | André Mussi         | Nocaute (joelhadas e socos)               | WEC 13: Heavyweight Explosion       | 22/01/2005 | 1     | 0:51  | Lemoore, California     | Estréia no WEC.                                                |
| Vitória | 2-0      | Don Richards        | Decisão (unânime)                         | NLF – Next Level Fighting           | 13/09/2003 | 2     | 5:00  | Steubenville, Ohio      |                                                                |
| Vitória | 1-0      | Adam Rivera         | Nocaute Técnico (socos)                   | EEFC 11 – Excalibur Fighting 11     | 06/07/2002 | 1     | 3:20  | Richmond, Virgínia      |                                                                |